# Titularerzbistum Ternobus
Ternobus (ital.: Tirnovo) ist ein Titularerzbistum der römisch-katholischen Kirche.
Es geht zurück auf einen untergegangenen Erzbischofssitz in der Stadt Weliko Tarnowo in Bulgarien.
| Titularerzbischöfe von Ternobus |                               |                                                                      |                    |                   |
| Nr.                             | Name                          | Amt                                                                  | von                | bis               |
| 1                               | Joseph-François-Ernest Ricard | emeritierter Erzbischof von Auch-Condom-Lectoure-Lombez (Frankreich) | 18. September 1934 | 11. November 1944 |
| 2                               | Antonio Samorè                | Apostolischer Nuntius und Kurienerzbischof                           | 30. Januar 1950    | 26. Juni 1967     |